# الاتفاقية الدولية لمنع تزييف العملة
الاتفاقية الدولية لمنع تزييف العملة (بالفرنسية: Convention internationale pour la répression du faux monnayage) هي معاهدة أبرمتها عصبة الأمم عام 1929، وتتفق الدول بموجبها على تجريم أعمال تزييف العملات. ولا تزال الاتفاقية الدولية الرئيسة لمكافحة تزوير العملات.

## الخلفية
تميزت سنوات ما بعد الحرب بارتفاع هائل في تزوير الأموال في كل أوروبا.  وتضخمت العديد من العملات الأوروبية تضخما كبيرًا، فازدادت ربحية تزوير العملتين المستقرتين نسبيًا الدولار الأمريكي والغيلدر الهولندي ازديادًا كبيرًا. وأعاقت التوترات السياسية التعاون الشرطي الدولي في هذا المجال، فأصبحت فيينا مركزًا للتجارة السرية. وأدت علاقاتها التجارية الراسخة، واستخدام الدول التي خلفت النمسا والمجر لأوراق نقدية مطبوعة عليها بسهولة، بالإضافة إلى انهيار التعاون الشرطي بين هذه الدول، إلى ظهور عصابات إجرامية كبيرة متخصصة في التزوير. وفي المجر بدأت الجماعات القومية في صياغة عملات الدول المجاورة بدعم ضمني من الدولة المجرية. وفي عام 1921 أنشأت مجموعة من المجريين، بقيادة عالم الآثار التركي جيولا ميزاروس، مطبعةً في بلدة ميتزيلسدورف قرب غراتس بالنمسا. ونجحت المجموعة في إنتاج وتداول 60 ألف ورقة نقدية من فئة 500 كرونة تشيكوسلوفاكية. أُلقي القبض على معظم المزورين في يوليو 1921، وفي ذلك الوقت، اضطرت الحكومة التشيكوسلوفاكية إلى سحب سلسلة أوراق الصوكول النقدية بأكملها من التداول، مما قوّض مصداقية إصلاحاتها النقدية.
قُدِّرَت قيمة العملات المزيفة التي كانت تتداول سنويًا في منتصف عشرينيات القرن العشرين مليون دولار تقريبًا. دفعت قضية سوكول الشرطة التشيكوسلوفاكية إلى إنشاء وحدة شرطة متخصصة في مكافحة تزوير الأموال في براغ وسعت أيضًا إلى التعاون مع الدول المجاورة. وفي هولندا أسس بروكهوف المركز الهولندي لمكافحة العملات المزيفة. وبدأت السلطات الشرطية بالتعاون الوثيق مع البنوك المصدرة، بينما عُولجت التحقيقات الجنائية المتعلقة بالتزوير في مختلف أنحاء البلاد قضيةً واحدةً. في عام 1923 دعا رئيس شرطة فيينا يوهانس شوبر إلى عقد مؤتمر الشرطة الدولي في فيينا الذي أثمر عن تأسيس اللجنة الدولية للشرطة الجنائية. عززت اللجنة تدويل عمل الشرطة بجمع المعلومات المتعلقة بالجريمة ونشرها بين أعضائها.
في ديسمبر 1925 كُشِفت مؤامرة تزوير وطنية مجرية أخرى عُرفت باسم قضية الفرنك. سعى المتآمرون فيها إلى الإضرار بالاقتصاد الفرنسي عمدًا من خلال الإنتاج واسع النطاق للفرنكات الفرنسية المزيفة. وفي أعقاب هذه القضية حولت فرنسا اهتمامها إلى مكافحة التزوير الدولي. وراجع المشرعون الفرنسيون الاقتراح التشيكوسلوفاكي في فبراير 1926 لإنشاء منظمة شرطة دولية يتولى أعضاؤها مكافحة تزوير الأموال. ودعا اقتراح رئيس الوزراء الفرنسي أريستيد بريان إلى توحيد قوانين مكافحة التزوير والتعاون بين الشرطة والقضاء وإنشاء مراكز وطنية لمكافحة التزوير في كل دولة موقعة على الاتفاقية. وقد أشاد الخبير القانوني الروماني فيسباسيان بيلا بهذا الاقتراح وقام بصياغته في مسودة الاتفاقية الدولية لمنع تزوير العملة.

## الاتفاقية
توافق الدول المُصادِقة على الاتفاقية على تجريم إنتاج العملات المزيفة أو استخدامها أو تصديرها أو استيرادها. وبموجب الاتفاقية لا يُفرّق بين العملات موضوع الجريمة. وبموجب المعاهدة يُعدّ تزييف العملات جريمةً تستوجب تسليم مرتكبيها. واتفقت الدول على إنشاء مكتب مركزي يقوم بإرسال نماذج العملات الملغاة الخاصة بها إلى جميع الدول الأطراف الأخرى وإخطار الدول الأخرى عندما تجري التغييرات على عملتها.
ابرمت الاتفاقية في جنيف في 20 أبريل 1929 وعُمِل بها في 22 فبراير 1931.

## ردود الغعل
سهّلت الاتفاقية اعتراف عصبة الأمم باللجنة الدولية لمكافحة الجريمة، وأضفت طابعًا رسميًا على جهودها في مكافحة الجريمة الدولية.
بلغ عدد الدول الأطراف في هذه المعاهدة 83 دولة في مارس 2016، ولا تزال تُعدّ الاتفاقية الدولية الرئيسية لمكافحة تزييف العملات. وقد صدّقت عليها صربيا مؤخرًا في مارس 2016. ومن بين الدول التي وقّعت على المعاهدة، الصين والهند واليابان والولايات المتحدة، ولكنها لم تُصدّق عليها بعد.

## هوامش
1. ↑  Petruccelli 2016، صفحات 512–514.
2. ↑  Petruccelli 2016، صفحات 513–514.
3. ↑  Broekhoff 1929، صفحات 15–16.
4. ↑  Petruccelli 2016، صفحات 514–515.
5. ↑  Petruccelli 2016، صفحات 522–524.
6. ↑  Petruccelli 2016، صفحات 525–526.

## روابط خارجية
- Text, League of Nations Treaty Series, vol. 112
- Ratifications, un.org